# Tirreno-Adriático 2020
Tirreno-Adriático 2020 – 55. edycja wyścigu kolarskiego Tirreno-Adriático, która odbyła się w dniach od 7 do 14 września 2020. Wyścig był częścią UCI World Tour 2020.
Początkowo wyścig miał odbyć się w dniach od 11 do 17 marca 2020, jednak, ze względu na pandemię COVID-19, Międzynarodowa Unia Kolarska dokonała znaczących zmian w kalendarzu cyklu UCI World Tour 2020, w wyniku których zmagania w ramach Tirreno-Adriático zostały przeniesione na okres od 7 do 14 września 2020.

## Etapy
| Etap | Data   | Start – Meta                                        | type                       | Dystans (km) | Zwycięzca etapu      | Lider            |
| ---- | ------ | --------------------------------------------------- | -------------------------- | ------------ | -------------------- | ---------------- |
| 1    | 7 wrz  | Lido di Camaiore – Lido di Camaiore                 | płaski                     | 134          | Pascal Ackermann     | Pascal Ackermann |
| 2    | 8 wrz  | Camaiore – Follonica                                | płaski                     | 198          | Pascal Ackermann     | Pascal Ackermann |
| 3    | 9 wrz  | Follonica – Saturnia                                | górzysty                   | 217          | Michael Woods        | Michael Woods    |
| 4    | 10 wrz | Terni – Cascia                                      | górski                     | 194          | Lucas Hamilton       | Michael Woods    |
| 5    | 11 wrz | Norcia – Sassotetto                                 | górski                     | 202          | Simon Yates          | Simon Yates      |
| 6    | 12 wrz | Castelfidardo – Senigallia                          | płaski                     | 171          | Tim Merlier          | Simon Yates      |
| 7    | 13 wrz | Pieve Torina – Loreto                               | pagórkowaty                | 181          | Mathieu van der Poel | Simon Yates      |
| 8    | 14 wrz | San Benedetto del Tronto – San Benedetto del Tronto | jazda indywidualna na czas | 10,1         | Filippo Ganna        | Simon Yates      |

## Uczestnicy

### Drużyny
| WorldTeams (19)- AG2R La Mondiale - Astana - Bahrain McLaren - Bora-Hansgrohe - CCC Team - Cofidis - Deceuninck-Quick Step - EF Pro Cycling - Groupama-FDJ - Israel Start-Up Nation - Lotto Soudal - Mitchelton-Scott - Movistar Team - NTT Pro Cycling - Ineos Grenadiers - Jumbo-Visma - Team Sunweb - Trek-Segafredo - UAE Team Emirates ProTeams (6)- Total Direct Énergie - Androni Giocattoli-Sidermec - Bardiani CSF Faizanè - Gazprom-RusVelo - Alpecin-Fenix - Vini Zabù-KTM |
| |

### Lista startowa
| AG2R La Mondiale ALM | AG2R La Mondiale ALM    | AG2R La Mondiale ALM |
| -------------------- | ----------------------- | -------------------- |
| Nr                   | Kolarz                  | Miejsce              |
| 1                    | Mathias Frank (SUI)     | 52.                  |
| 2                    | Geoffrey Bouchard (FRA) | 34.                  |
| 3                    | Silvan Dillier (SUI)    | 66.                  |
| 4                    | Axel Domont (FRA)       | 70.                  |
| 5                    | Jaakko Hänninen (FIN)   | 23.                  |
| 6                    | Andrea Vendrame (ITA)   | 40.                  |
| 7                    | Larry Warbasse (USA)    | 17.                  |

| Alpecin-Fenix AFC | Alpecin-Fenix AFC                  | Alpecin-Fenix AFC |
| ----------------- | ---------------------------------- | ----------------- |
| Nr                | Kolarz                             | Miejsce           |
| 11                | Mathieu van der Poel (NED) (szosa) | 45.               |
| 12                | Tim Merlier (BEL)                  | 147.              |
| 13                | Jonas Rickaert (BEL)               | 106.              |
| 14                | Kristian Sbaragli (ITA)            | 96.               |
| 15                | Dries De Bondt (BEL)               | 126.              |
| 16                | Otto Vergaerde (BEL)               | 94.               |
| 17                | Louis Vervaeke (BEL)               | 16.               |

| Androni Giocattoli-Sidermec ANS | Androni Giocattoli-Sidermec ANS | Androni Giocattoli-Sidermec ANS |
| ------------------------------- | ------------------------------- | ------------------------------- |
| Nr                              | Kolarz                          | Miejsce                         |
| 21                              | Nicola Bagioli (ITA)            | DNF-3                           |
| 22                              | Davide Gabburo (ITA)            | 53.                             |
| 23                              | Luca Pacioni (ITA)              | DNF-4                           |
| 24                              | Simon Pellaud (SUI)             | 132.                            |
| 25                              | Jhonatan Restrepo (COL)         | 124.                            |
| 26                              | Kevin Rivera (CRC)              | DNF-1                           |
| 27                              | Josip Rumac (CRO) (szosa i ITT) | 80.                             |

| Astana AST | Astana AST             | Astana AST |
| ---------- | ---------------------- | ---------- |
| Nr         | Kolarz                 | Miejsce    |
| 31         | Jakob Fuglsang (DEN)   | 14.        |
| 32         | Alex Aranburu (ESP)    | 43.        |
| 33         | Manuele Boaro (ITA)    | DNF-7      |
| 34         | Fabio Felline (ITA)    | 86.        |
| 35         | Jurij Natarow (KAZ)    | 112.       |
| 36         | Óscar Rodríguez (ESP)  | 31.        |
| 37         | Aleksandr Własow (RUS) | 5.         |

| Bahrain McLaren TBM | Bahrain McLaren TBM       | Bahrain McLaren TBM |
| ------------------- | ------------------------- | ------------------- |
| Nr                  | Kolarz                    | Miejsce             |
| 41                  | Dylan Teuns (BEL)         | 49.                 |
| 42                  | Phil Bauhaus (GER)        | DNS-3               |
| 43                  | Iván García Cortina (ESP) | 115.                |
| 44                  | Heinrich Haussler (AUS)   | 123.                |
| 45                  | Mark Padun (UKR)          | DNF-3               |
| 46                  | Hermann Pernsteiner (AUT) | 20.                 |
| 47                  | Jan Tratnik (SLO)         | 69.                 |

| Bardiani CSF Faizanè BCF | Bardiani CSF Faizanè BCF | Bardiani CSF Faizanè BCF |
| ------------------------ | ------------------------ | ------------------------ |
| Nr                       | Kolarz                   | Miejsce                  |
| 51                       | Giovanni Carboni (ITA)   | 68.                      |
| 52                       | Giovanni Lonardi (ITA)   | 151.                     |
| 53                       | Fabio Mazzucco (ITA)     | 122.                     |
| 54                       | Umberto Orsini (ITA)     | DNF-4                    |
| 55                       | Francesco Romano (ITA)   | 97.                      |
| 56                       | Daniel Savini (ITA)      | DNF-5                    |
| 57                       | Alessandro Tonelli (ITA) | 77.                      |

| Bora-Hansgrohe BOH | Bora-Hansgrohe BOH     | Bora-Hansgrohe BOH |
| ------------------ | ---------------------- | ------------------ |
| Nr                 | Kolarz                 | Miejsce            |
| 61                 | Rafał Majka (POL)      | 3.                 |
| 62                 | Pascal Ackermann (GER) | 133.               |
| 63                 | Maciej Bodnar (POL)    | 129.               |
| 64                 | Matteo Fabbro (ITA)    | 29.                |
| 65                 | Patrick Konrad (AUT)   | 33.                |
| 66                 | Paweł Poljański (POL)  | 50.                |
| 67                 | Rüdiger Selig (GER)    | DNF-4              |

| CCC Team CCC | CCC Team CCC               | CCC Team CCC |
| ------------ | -------------------------- | ------------ |
| Nr           | Kolarz                     | Miejsce      |
| 71           | William Barta (USA)        | 41.          |
| 72           | Pawieł Koczetkow (RUS)     | 36.          |
| 73           | Víctor de la Parte (ESP)   | 15.          |
| 74           | Łukasz Wiśniowski (POL)    | DNF-7        |
| 75           | Szymon Sajnok (POL)        | DNS-8        |
| 76           | Nathan Van Hooydonck (BEL) | 85.          |
| 77           | Georg Zimmermann (GER)     | 73.          |

| Cofidis COF | Cofidis COF             | Cofidis COF |
| ----------- | ----------------------- | ----------- |
| Nr          | Kolarz                  | Miejsce     |
| 81          | Piet Allegaert (BEL)    | 104.        |
| 82          | Dimitri Claeys (BEL)    | 74.         |
| 83          | Nathan Haas (AUS)       | 90.         |
| 84          | Fabio Sabatini (ITA)    | 143.        |
| 85          | Kenneth Vanbilsen (BEL) | 134.        |
| 86          | Julien Vermote (BEL)    | 83.         |
| 87          | Attilio Viviani (ITA)   | 145.        |

| Deceuninck-Quick Step DQT | Deceuninck-Quick Step DQT | Deceuninck-Quick Step DQT |
| ------------------------- | ------------------------- | ------------------------- |
| Nr                        | Kolarz                    | Miejsce                   |
| 91                        | Davide Ballerini (ITA)    | 79.                       |
| 92                        | Stijn Steels (BEL)        | 131.                      |
| 93                        | Iljo Keisse (BEL)         | 120.                      |
| 94                        | James Knox (GBR)          | 7.                        |
| 95                        | Fausto Masnada (ITA)      | 6.                        |
| 96                        | Florian Sénéchal (FRA)    | 81.                       |
| 97                        | Bert Van Lerberghe (BEL)  | 99.                       |

| EF Pro Cycling EF1 | EF Pro Cycling EF1        | EF Pro Cycling EF1 |
| ------------------ | ------------------------- | ------------------ |
| Nr                 | Kolarz                    | Miejsce            |
| 101                | Michael Woods (CAN)       | 8.                 |
| 102                | Jonathan Caicedo (ECU)    | 59.                |
| 103                | Simon Clarke (AUS)        | 108.               |
| 104                | Lawson Craddock (USA)     | 128.               |
| 105                | Ruben Guerreiro (POR)     | 39.                |
| 106                | Magnus Cort Nielsen (DEN) | DNS-8              |
| 107                | Tanel Kangert (EST)       | 25.                |

| Gazprom-RusVelo GAZ | Gazprom-RusVelo GAZ     | Gazprom-RusVelo GAZ |
| ------------------- | ----------------------- | ------------------- |
| Nr                  | Kolarz                  | Miejsce             |
| 111                 | Igor Bojew (RUS)        | 140.                |
| 112                 | Marco Canola (ITA)      | DNF-7               |
| 113                 | Imerio Cima (ITA)       | DNF-7               |
| 114                 | Dienis Niekrasow (RUS)  | 21.                 |
| 115                 | Iwan Rowny (RUS)        | 95.                 |
| 116                 | Aleksiej Rybałkin (RUS) | DNF-6               |
| 117                 | Simone Velasco (ITA)    | 82.                 |

| Groupama-FDJ GFC | Groupama-FDJ GFC        | Groupama-FDJ GFC |
| ---------------- | ----------------------- | ---------------- |
| Nr               | Kolarz                  | Miejsce          |
| 121              | Anthony Roux (FRA)      | 61.              |
| 122              | Kilian Frankiny (SUI)   | 27.              |
| 123              | Olivier Le Gac (FRA)    | 58.              |
| 124              | Bruno Armirail (FRA)    | 18.              |
| 125              | Romain Seigle (FRA)     | DNF-5            |
| 126              | Benjamin Thomas (FRA)   | 55.              |
| 127              | Tobias Ludvigsson (SWE) | 75.              |

| Israel Start-Up Nation ISN | Israel Start-Up Nation ISN   | Israel Start-Up Nation ISN |
| -------------------------- | ---------------------------- | -------------------------- |
| Nr                         | Kolarz                       | Miejsce                    |
| 131                        | Matthias Brändle (AUT) (ITT) | 152.                       |
| 132                        | Alexander Cataford (CAN)     | 72.                        |
| 133                        | Davide Cimolai (ITA)         | DNS-8                      |
| 134                        | Alex Dowsett (GBR) (ITT)     | 144.                       |
| 135                        | Daniel Navarro (ESP)         | 26.                        |
| 136                        | Gaj Sagiw (ISR) (szosa)      | 139.                       |
| 137                        | Rick Zabel (GER)             | 119.                       |

| Lotto-Soudal LTS | Lotto-Soudal LTS         | Lotto-Soudal LTS |
| ---------------- | ------------------------ | ---------------- |
| Nr               | Kolarz                   | Miejsce          |
| 141              | Adam Hansen (AUS)        | 138.             |
| 142              | Kobe Goossens (BEL)      | 107.             |
| 143              | Carl Fredrik Hagen (NOR) | 48.              |
| 144              | Matthew Holmes (GBR)     | 63.              |
| 145              | Nikolas Maes (BEL)       | 111.             |
| 146              | Stefano Oldani (ITA)     | 100.             |
| 147              | Florian Vermeersch (BEL) | 118.             |

| Mitchelton-Scott MTS | Mitchelton-Scott MTS        | Mitchelton-Scott MTS |
| -------------------- | --------------------------- | -------------------- |
| Nr                   | Kolarz                      | Miejsce              |
| 151                  | Simon Yates (GBR)           | 1.                   |
| 152                  | Edoardo Affini (ITA)        | 121.                 |
| 153                  | Brent Bookwalter (USA)      | 67.                  |
| 154                  | Jack Haig (AUS)             | 10.                  |
| 155                  | Lucas Hamilton (AUS)        | 32.                  |
| 156                  | Michael Hepburn (AUS)       | 117.                 |
| 157                  | Cameron Meyer (AUS) (szosa) | 92.                  |

| Movistar Team MOV | Movistar Team MOV       | Movistar Team MOV |
| ----------------- | ----------------------- | ----------------- |
| Nr                | Kolarz                  | Miejsce           |
| 161               | Davide Villella (ITA)   | 24.               |
| 162               | Juan Diego Alba (COL)   | 101.              |
| 163               | Héctor Carretero (ESP)  | 78.               |
| 164               | Matteo Jorgenson (USA)  | 46.               |
| 165               | Sergio Samitier (ESP)   | 51.               |
| 166               | Eduardo Sepúlveda (ARG) | 44.               |
| 167               | Albert Torres (ESP)     | 150.              |

| NTT Pro Cycling NTT | NTT Pro Cycling NTT           | NTT Pro Cycling NTT |
| ------------------- | ----------------------------- | ------------------- |
| Nr                  | Kolarz                        | Miejsce             |
| 171                 | Louis Meintjes (RSA)          | 12.                 |
| 172                 | Carlos Barbero (ESP)          | 98.                 |
| 173                 | Samuele Battistella (ITA)     | 110.                |
| 174                 | Victor Campenaerts (BEL)      | 93.                 |
| 175                 | Benjamin Dyball (AUS)         | 103.                |
| 176                 | Enrico Gasparotto (SUI)       | 42.                 |
| 177                 | Amanuel Ghebreigzabhier (ERI) | 47.                 |

| Ineos Grenadiers IGD | Ineos Grenadiers IGD      | Ineos Grenadiers IGD |
| -------------------- | ------------------------- | -------------------- |
| Nr                   | Kolarz                    | Miejsce              |
| 181                  | Geraint Thomas (GBR)      | 2.                   |
| 182                  | Rohan Dennis (AUS)        | 87.                  |
| 183                  | Edward Dunbar (IRL)       | DNS-4                |
| 184                  | Chris Froome (GBR)        | 91.                  |
| 185                  | Filippo Ganna (ITA) (ITT) | 116.                 |
| 186                  | Tao Geoghegan Hart (GBR)  | 30.                  |
| 187                  | Salvatore Puccio (ITA)    | 62.                  |

| Jumbo-Visma TJV | Jumbo-Visma TJV           | Jumbo-Visma TJV |
| --------------- | ------------------------- | --------------- |
| Nr              | Kolarz                    | Miejsce         |
| 191             | Pascal Eenkhoorn (NED)    | 57.             |
| 192             | Paul Martens (GER)        | 65.             |
| 193             | Christoph Pfingsten (GER) | 35.             |
| 194             | Timo Roosen (NED)         | 71.             |
| 195             | Mike Teunissen (NED)      | 102.            |
| 196             | Jos van Emden (NED) (ITT) | 89.             |
| 197             | Maarten Wynants (BEL)     | 88.             |

| Team Sunweb SUN | Team Sunweb SUN        | Team Sunweb SUN |
| --------------- | ---------------------- | --------------- |
| Nr              | Kolarz                 | Miejsce         |
| 201             | Michael Matthews (AUS) | 54.             |
| 202             | Alberto Dainese (ITA)  | 146.            |
| 203             | Chris Hamilton (AUS)   | 37.             |
| 204             | Jai Hindley (AUS)      | 13.             |
| 205             | Wilco Kelderman (NED)  | 4.              |
| 206             | Sam Oomen (NED)        | 11.             |
| 207             | Martijn Tusveld (NED)  | 56.             |

| Total Direct Énergie TDE | Total Direct Énergie TDE | Total Direct Énergie TDE |
| ------------------------ | ------------------------ | ------------------------ |
| Nr                       | Kolarz                   | Miejsce                  |
| 211                      | Niki Terpstra (NED)      | 125.                     |
| 212                      | Jonathan Hivert (FRA)    | 105.                     |
| 213                      | Lorrenzo Manzin (FRA)    | 113.                     |
| 214                      | Adrien Petit (FRA)       | 135.                     |
| 215                      | Julien Simon (FRA)       | 141.                     |
| 216                      | Rein Taaramäe (EST)      | DNF-4                    |
| 217                      | Dries Van Gestel (BEL)   | 64.                      |

| Trek-Segafredo TFS | Trek-Segafredo TFS       | Trek-Segafredo TFS |
| ------------------ | ------------------------ | ------------------ |
| Nr                 | Kolarz                   | Miejsce            |
| 221                | Vincenzo Nibali (ITA)    | 19.                |
| 222                | Julien Bernard (FRA)     | 60.                |
| 223                | Gianluca Brambilla (ITA) | 9.                 |
| 224                | Alex Kirsch (LUX)        | DNS-6              |
| 225                | Koen de Kort (NED)       | 142.               |
| 226                | Antonio Nibali (ITA)     | 76.                |
| 227                | Pieter Weening (NED)     | 38.                |

| UAE Team Emirates UAD | UAE Team Emirates UAD       | UAE Team Emirates UAD |
| --------------------- | --------------------------- | --------------------- |
| Nr                    | Kolarz                      | Miejsce               |
| 231                   | Fernando Gaviria (COL)      | 130.                  |
| 232                   | Mikkel Bjerg (DEN)          | 109.                  |
| 233                   | Rui Costa (POR) (szosa)     | 28.                   |
| 234                   | Sergio Henao (COL)          | 22.                   |
| 235                   | Juan Sebastián Molano (COL) | 149.                  |
| 236                   | Alaksandr Rabuszenka (BLR)  | 114.                  |
| 237                   | Maximiliano Richeze (ARG)   | 148.                  |

| Vini Zabù-KTM THR | Vini Zabù-KTM THR          | Vini Zabù-KTM THR |
| ----------------- | -------------------------- | ----------------- |
| Nr                | Kolarz                     | Miejsce           |
| 241               | Luca Wackermann (ITA)      | DNF-7             |
| 242               | Marco Frapporti (ITA)      | 84.               |
| 243               | James Mitri (NZL)          | 137.              |
| 244               | Veljko Stojnić (SRB)       | 127.              |
| 245               | Riccardo Stacchiotti (ITA) | DNS-8             |
| 246               | Giovanni Visconti (ITA)    | DNS-8             |
| 247               | Edoardo Zardini (ITA)      | 136.              |

| AG2R La Mondiale ALM | AG2R La Mondiale ALM    | AG2R La Mondiale ALM |
| -------------------- | ----------------------- | -------------------- |
| Nr                   | Kolarz                  | Miejsce              |
| 1                    | Mathias Frank (SUI)     | 52.                  |
| 2                    | Geoffrey Bouchard (FRA) | 34.                  |
| 3                    | Silvan Dillier (SUI)    | 66.                  |
| 4                    | Axel Domont (FRA)       | 70.                  |
| 5                    | Jaakko Hänninen (FIN)   | 23.                  |
| 6                    | Andrea Vendrame (ITA)   | 40.                  |
| 7                    | Larry Warbasse (USA)    | 17.                  |

| Alpecin-Fenix AFC | Alpecin-Fenix AFC                  | Alpecin-Fenix AFC |
| ----------------- | ---------------------------------- | ----------------- |
| Nr                | Kolarz                             | Miejsce           |
| 11                | Mathieu van der Poel (NED) (szosa) | 45.               |
| 12                | Tim Merlier (BEL)                  | 147.              |
| 13                | Jonas Rickaert (BEL)               | 106.              |
| 14                | Kristian Sbaragli (ITA)            | 96.               |
| 15                | Dries De Bondt (BEL)               | 126.              |
| 16                | Otto Vergaerde (BEL)               | 94.               |
| 17                | Louis Vervaeke (BEL)               | 16.               |

| Androni Giocattoli-Sidermec ANS | Androni Giocattoli-Sidermec ANS | Androni Giocattoli-Sidermec ANS |
| ------------------------------- | ------------------------------- | ------------------------------- |
| Nr                              | Kolarz                          | Miejsce                         |
| 21                              | Nicola Bagioli (ITA)            | DNF-3                           |
| 22                              | Davide Gabburo (ITA)            | 53.                             |
| 23                              | Luca Pacioni (ITA)              | DNF-4                           |
| 24                              | Simon Pellaud (SUI)             | 132.                            |
| 25                              | Jhonatan Restrepo (COL)         | 124.                            |
| 26                              | Kevin Rivera (CRC)              | DNF-1                           |
| 27                              | Josip Rumac (CRO) (szosa i ITT) | 80.                             |

| Astana AST | Astana AST             | Astana AST |
| ---------- | ---------------------- | ---------- |
| Nr         | Kolarz                 | Miejsce    |
| 31         | Jakob Fuglsang (DEN)   | 14.        |
| 32         | Alex Aranburu (ESP)    | 43.        |
| 33         | Manuele Boaro (ITA)    | DNF-7      |
| 34         | Fabio Felline (ITA)    | 86.        |
| 35         | Jurij Natarow (KAZ)    | 112.       |
| 36         | Óscar Rodríguez (ESP)  | 31.        |
| 37         | Aleksandr Własow (RUS) | 5.         |

| Bahrain McLaren TBM | Bahrain McLaren TBM       | Bahrain McLaren TBM |
| ------------------- | ------------------------- | ------------------- |
| Nr                  | Kolarz                    | Miejsce             |
| 41                  | Dylan Teuns (BEL)         | 49.                 |
| 42                  | Phil Bauhaus (GER)        | DNS-3               |
| 43                  | Iván García Cortina (ESP) | 115.                |
| 44                  | Heinrich Haussler (AUS)   | 123.                |
| 45                  | Mark Padun (UKR)          | DNF-3               |
| 46                  | Hermann Pernsteiner (AUT) | 20.                 |
| 47                  | Jan Tratnik (SLO)         | 69.                 |

| Bardiani CSF Faizanè BCF | Bardiani CSF Faizanè BCF | Bardiani CSF Faizanè BCF |
| ------------------------ | ------------------------ | ------------------------ |
| Nr                       | Kolarz                   | Miejsce                  |
| 51                       | Giovanni Carboni (ITA)   | 68.                      |
| 52                       | Giovanni Lonardi (ITA)   | 151.                     |
| 53                       | Fabio Mazzucco (ITA)     | 122.                     |
| 54                       | Umberto Orsini (ITA)     | DNF-4                    |
| 55                       | Francesco Romano (ITA)   | 97.                      |
| 56                       | Daniel Savini (ITA)      | DNF-5                    |
| 57                       | Alessandro Tonelli (ITA) | 77.                      |

| Bora-Hansgrohe BOH | Bora-Hansgrohe BOH     | Bora-Hansgrohe BOH |
| ------------------ | ---------------------- | ------------------ |
| Nr                 | Kolarz                 | Miejsce            |
| 61                 | Rafał Majka (POL)      | 3.                 |
| 62                 | Pascal Ackermann (GER) | 133.               |
| 63                 | Maciej Bodnar (POL)    | 129.               |
| 64                 | Matteo Fabbro (ITA)    | 29.                |
| 65                 | Patrick Konrad (AUT)   | 33.                |
| 66                 | Paweł Poljański (POL)  | 50.                |
| 67                 | Rüdiger Selig (GER)    | DNF-4              |

| CCC Team CCC | CCC Team CCC               | CCC Team CCC |
| ------------ | -------------------------- | ------------ |
| Nr           | Kolarz                     | Miejsce      |
| 71           | William Barta (USA)        | 41.          |
| 72           | Pawieł Koczetkow (RUS)     | 36.          |
| 73           | Víctor de la Parte (ESP)   | 15.          |
| 74           | Łukasz Wiśniowski (POL)    | DNF-7        |
| 75           | Szymon Sajnok (POL)        | DNS-8        |
| 76           | Nathan Van Hooydonck (BEL) | 85.          |
| 77           | Georg Zimmermann (GER)     | 73.          |

| Cofidis COF | Cofidis COF             | Cofidis COF |
| ----------- | ----------------------- | ----------- |
| Nr          | Kolarz                  | Miejsce     |
| 81          | Piet Allegaert (BEL)    | 104.        |
| 82          | Dimitri Claeys (BEL)    | 74.         |
| 83          | Nathan Haas (AUS)       | 90.         |
| 84          | Fabio Sabatini (ITA)    | 143.        |
| 85          | Kenneth Vanbilsen (BEL) | 134.        |
| 86          | Julien Vermote (BEL)    | 83.         |
| 87          | Attilio Viviani (ITA)   | 145.        |

| Deceuninck-Quick Step DQT | Deceuninck-Quick Step DQT | Deceuninck-Quick Step DQT |
| ------------------------- | ------------------------- | ------------------------- |
| Nr                        | Kolarz                    | Miejsce                   |
| 91                        | Davide Ballerini (ITA)    | 79.                       |
| 92                        | Stijn Steels (BEL)        | 131.                      |
| 93                        | Iljo Keisse (BEL)         | 120.                      |
| 94                        | James Knox (GBR)          | 7.                        |
| 95                        | Fausto Masnada (ITA)      | 6.                        |
| 96                        | Florian Sénéchal (FRA)    | 81.                       |
| 97                        | Bert Van Lerberghe (BEL)  | 99.                       |

| EF Pro Cycling EF1 | EF Pro Cycling EF1        | EF Pro Cycling EF1 |
| ------------------ | ------------------------- | ------------------ |
| Nr                 | Kolarz                    | Miejsce            |
| 101                | Michael Woods (CAN)       | 8.                 |
| 102                | Jonathan Caicedo (ECU)    | 59.                |
| 103                | Simon Clarke (AUS)        | 108.               |
| 104                | Lawson Craddock (USA)     | 128.               |
| 105                | Ruben Guerreiro (POR)     | 39.                |
| 106                | Magnus Cort Nielsen (DEN) | DNS-8              |
| 107                | Tanel Kangert (EST)       | 25.                |

| Gazprom-RusVelo GAZ | Gazprom-RusVelo GAZ     | Gazprom-RusVelo GAZ |
| ------------------- | ----------------------- | ------------------- |
| Nr                  | Kolarz                  | Miejsce             |
| 111                 | Igor Bojew (RUS)        | 140.                |
| 112                 | Marco Canola (ITA)      | DNF-7               |
| 113                 | Imerio Cima (ITA)       | DNF-7               |
| 114                 | Dienis Niekrasow (RUS)  | 21.                 |
| 115                 | Iwan Rowny (RUS)        | 95.                 |
| 116                 | Aleksiej Rybałkin (RUS) | DNF-6               |
| 117                 | Simone Velasco (ITA)    | 82.                 |

| Groupama-FDJ GFC | Groupama-FDJ GFC        | Groupama-FDJ GFC |
| ---------------- | ----------------------- | ---------------- |
| Nr               | Kolarz                  | Miejsce          |
| 121              | Anthony Roux (FRA)      | 61.              |
| 122              | Kilian Frankiny (SUI)   | 27.              |
| 123              | Olivier Le Gac (FRA)    | 58.              |
| 124              | Bruno Armirail (FRA)    | 18.              |
| 125              | Romain Seigle (FRA)     | DNF-5            |
| 126              | Benjamin Thomas (FRA)   | 55.              |
| 127              | Tobias Ludvigsson (SWE) | 75.              |

| Israel Start-Up Nation ISN | Israel Start-Up Nation ISN   | Israel Start-Up Nation ISN |
| -------------------------- | ---------------------------- | -------------------------- |
| Nr                         | Kolarz                       | Miejsce                    |
| 131                        | Matthias Brändle (AUT) (ITT) | 152.                       |
| 132                        | Alexander Cataford (CAN)     | 72.                        |
| 133                        | Davide Cimolai (ITA)         | DNS-8                      |
| 134                        | Alex Dowsett (GBR) (ITT)     | 144.                       |
| 135                        | Daniel Navarro (ESP)         | 26.                        |
| 136                        | Gaj Sagiw (ISR) (szosa)      | 139.                       |
| 137                        | Rick Zabel (GER)             | 119.                       |

| Lotto-Soudal LTS | Lotto-Soudal LTS         | Lotto-Soudal LTS |
| ---------------- | ------------------------ | ---------------- |
| Nr               | Kolarz                   | Miejsce          |
| 141              | Adam Hansen (AUS)        | 138.             |
| 142              | Kobe Goossens (BEL)      | 107.             |
| 143              | Carl Fredrik Hagen (NOR) | 48.              |
| 144              | Matthew Holmes (GBR)     | 63.              |
| 145              | Nikolas Maes (BEL)       | 111.             |
| 146              | Stefano Oldani (ITA)     | 100.             |
| 147              | Florian Vermeersch (BEL) | 118.             |

| Mitchelton-Scott MTS | Mitchelton-Scott MTS        | Mitchelton-Scott MTS |
| -------------------- | --------------------------- | -------------------- |
| Nr                   | Kolarz                      | Miejsce              |
| 151                  | Simon Yates (GBR)           | 1.                   |
| 152                  | Edoardo Affini (ITA)        | 121.                 |
| 153                  | Brent Bookwalter (USA)      | 67.                  |
| 154                  | Jack Haig (AUS)             | 10.                  |
| 155                  | Lucas Hamilton (AUS)        | 32.                  |
| 156                  | Michael Hepburn (AUS)       | 117.                 |
| 157                  | Cameron Meyer (AUS) (szosa) | 92.                  |

| Movistar Team MOV | Movistar Team MOV       | Movistar Team MOV |
| ----------------- | ----------------------- | ----------------- |
| Nr                | Kolarz                  | Miejsce           |
| 161               | Davide Villella (ITA)   | 24.               |
| 162               | Juan Diego Alba (COL)   | 101.              |
| 163               | Héctor Carretero (ESP)  | 78.               |
| 164               | Matteo Jorgenson (USA)  | 46.               |
| 165               | Sergio Samitier (ESP)   | 51.               |
| 166               | Eduardo Sepúlveda (ARG) | 44.               |
| 167               | Albert Torres (ESP)     | 150.              |

| NTT Pro Cycling NTT | NTT Pro Cycling NTT           | NTT Pro Cycling NTT |
| ------------------- | ----------------------------- | ------------------- |
| Nr                  | Kolarz                        | Miejsce             |
| 171                 | Louis Meintjes (RSA)          | 12.                 |
| 172                 | Carlos Barbero (ESP)          | 98.                 |
| 173                 | Samuele Battistella (ITA)     | 110.                |
| 174                 | Victor Campenaerts (BEL)      | 93.                 |
| 175                 | Benjamin Dyball (AUS)         | 103.                |
| 176                 | Enrico Gasparotto (SUI)       | 42.                 |
| 177                 | Amanuel Ghebreigzabhier (ERI) | 47.                 |

| Ineos Grenadiers IGD | Ineos Grenadiers IGD      | Ineos Grenadiers IGD |
| -------------------- | ------------------------- | -------------------- |
| Nr                   | Kolarz                    | Miejsce              |
| 181                  | Geraint Thomas (GBR)      | 2.                   |
| 182                  | Rohan Dennis (AUS)        | 87.                  |
| 183                  | Edward Dunbar (IRL)       | DNS-4                |
| 184                  | Chris Froome (GBR)        | 91.                  |
| 185                  | Filippo Ganna (ITA) (ITT) | 116.                 |
| 186                  | Tao Geoghegan Hart (GBR)  | 30.                  |
| 187                  | Salvatore Puccio (ITA)    | 62.                  |

| Jumbo-Visma TJV | Jumbo-Visma TJV           | Jumbo-Visma TJV |
| --------------- | ------------------------- | --------------- |
| Nr              | Kolarz                    | Miejsce         |
| 191             | Pascal Eenkhoorn (NED)    | 57.             |
| 192             | Paul Martens (GER)        | 65.             |
| 193             | Christoph Pfingsten (GER) | 35.             |
| 194             | Timo Roosen (NED)         | 71.             |
| 195             | Mike Teunissen (NED)      | 102.            |
| 196             | Jos van Emden (NED) (ITT) | 89.             |
| 197             | Maarten Wynants (BEL)     | 88.             |

| Team Sunweb SUN | Team Sunweb SUN        | Team Sunweb SUN |
| --------------- | ---------------------- | --------------- |
| Nr              | Kolarz                 | Miejsce         |
| 201             | Michael Matthews (AUS) | 54.             |
| 202             | Alberto Dainese (ITA)  | 146.            |
| 203             | Chris Hamilton (AUS)   | 37.             |
| 204             | Jai Hindley (AUS)      | 13.             |
| 205             | Wilco Kelderman (NED)  | 4.              |
| 206             | Sam Oomen (NED)        | 11.             |
| 207             | Martijn Tusveld (NED)  | 56.             |

| Total Direct Énergie TDE | Total Direct Énergie TDE | Total Direct Énergie TDE |
| ------------------------ | ------------------------ | ------------------------ |
| Nr                       | Kolarz                   | Miejsce                  |
| 211                      | Niki Terpstra (NED)      | 125.                     |
| 212                      | Jonathan Hivert (FRA)    | 105.                     |
| 213                      | Lorrenzo Manzin (FRA)    | 113.                     |
| 214                      | Adrien Petit (FRA)       | 135.                     |
| 215                      | Julien Simon (FRA)       | 141.                     |
| 216                      | Rein Taaramäe (EST)      | DNF-4                    |
| 217                      | Dries Van Gestel (BEL)   | 64.                      |

| Trek-Segafredo TFS | Trek-Segafredo TFS       | Trek-Segafredo TFS |
| ------------------ | ------------------------ | ------------------ |
| Nr                 | Kolarz                   | Miejsce            |
| 221                | Vincenzo Nibali (ITA)    | 19.                |
| 222                | Julien Bernard (FRA)     | 60.                |
| 223                | Gianluca Brambilla (ITA) | 9.                 |
| 224                | Alex Kirsch (LUX)        | DNS-6              |
| 225                | Koen de Kort (NED)       | 142.               |
| 226                | Antonio Nibali (ITA)     | 76.                |
| 227                | Pieter Weening (NED)     | 38.                |

| UAE Team Emirates UAD | UAE Team Emirates UAD       | UAE Team Emirates UAD |
| --------------------- | --------------------------- | --------------------- |
| Nr                    | Kolarz                      | Miejsce               |
| 231                   | Fernando Gaviria (COL)      | 130.                  |
| 232                   | Mikkel Bjerg (DEN)          | 109.                  |
| 233                   | Rui Costa (POR) (szosa)     | 28.                   |
| 234                   | Sergio Henao (COL)          | 22.                   |
| 235                   | Juan Sebastián Molano (COL) | 149.                  |
| 236                   | Alaksandr Rabuszenka (BLR)  | 114.                  |
| 237                   | Maximiliano Richeze (ARG)   | 148.                  |

| Vini Zabù-KTM THR | Vini Zabù-KTM THR          | Vini Zabù-KTM THR |
| ----------------- | -------------------------- | ----------------- |
| Nr                | Kolarz                     | Miejsce           |
| 241               | Luca Wackermann (ITA)      | DNF-7             |
| 242               | Marco Frapporti (ITA)      | 84.               |
| 243               | James Mitri (NZL)          | 137.              |
| 244               | Veljko Stojnić (SRB)       | 127.              |
| 245               | Riccardo Stacchiotti (ITA) | DNS-8             |
| 246               | Giovanni Visconti (ITA)    | DNS-8             |
| 247               | Edoardo Zardini (ITA)      | 136.              |

Legenda: DNF – nie ukończył etapu, OTL – przekroczył limit czasu, DNS – nie wystartował do etapu, DSQ – zdyskwalifikowany. Numer przy skrócie oznacza etap, na którym kolarz opuścił wyścig.

## Wyniki etapów

### Etap 1
| \| Klasyfikacja etapu \| Klasyfikacja etapu \| Klasyfikacja etapu \| Klasyfikacja etapu \| Klasyfikacja etapu \| \| Kolarz \| Kolarz \| Państwo \| Drużyna \| Czas \| \| ------------------ \| ------------------- \| ------------------ \| ---------------------- \| ------------------ \| \| 1. \| Pascal Ackermann \| Niemcy \| Bora-Hansgrohe \| 2h 57' 55" \| \| 2. \| Fernando Gaviria \| Kolumbia \| UAE Team Emirates \| + 0" \| \| 3. \| Magnus Cort Nielsen \| Dania \| EF Pro Cycling \| + 0" \| \| 4. \| Szymon Sajnok \| Polska \| CCC Team \| + 0" \| \| 5. \| Davide Cimolai \| Włochy \| Israel Start-Up Nation \| + 0" \| \| 6. \| Andrea Vendrame \| Włochy \| AG2R La Mondiale \| + 0" \| \| 7. \| Jonas Rickaert \| Belgia \| Alpecin-Fenix \| + 0" \| \| 8. \| Romain Seigle \| Francja \| Groupama-FDJ \| + 0" \| \| 9. \| Piet Allegaert \| Belgia \| Cofidis \| + 0" \| \| 10. \| Pascal Eenkhoorn \| Holandia \| Jumbo-Visma \| + 0" \| |                     |          |                        |            |
| |                     |          |                        |            |
| Źródło: ProCyclingStats |                     |          |                        |            |
| Klasyfikacja etapu |                     |          |                        |            |
| Kolarz | Kolarz              | Państwo  | Drużyna                | Czas       |
| 1. | Pascal Ackermann    | Niemcy   | Bora-Hansgrohe         | 2h 57' 55" |
| 2. | Fernando Gaviria    | Kolumbia | UAE Team Emirates      | + 0"       |
| 3. | Magnus Cort Nielsen | Dania    | EF Pro Cycling         | + 0"       |
| 4. | Szymon Sajnok       | Polska   | CCC Team               | + 0"       |
| 5. | Davide Cimolai      | Włochy   | Israel Start-Up Nation | + 0"       |
| 6. | Andrea Vendrame     | Włochy   | AG2R La Mondiale       | + 0"       |
| 7. | Jonas Rickaert      | Belgia   | Alpecin-Fenix          | + 0"       |
| 8. | Romain Seigle       | Francja  | Groupama-FDJ           | + 0"       |
| 9. | Piet Allegaert      | Belgia   | Cofidis                | + 0"       |
| 10. | Pascal Eenkhoorn    | Holandia | Jumbo-Visma            | + 0"       |

| \| Klasyfikacja generalna \| Klasyfikacja generalna \| Klasyfikacja generalna \| Klasyfikacja generalna \| Klasyfikacja generalna \| \| Kolarz \| Kolarz \| Państwo \| Drużyna \| Czas \| \| ---------------------- \| ---------------------- \| ---------------------- \| --------------------------- \| ---------------------- \| \| 1. \| Pascal Ackermann \| Niemcy \| Bora-Hansgrohe \| 2h 57' 45" \| \| 2. \| Fernando Gaviria \| Kolumbia \| UAE Team Emirates \| + 4" \| \| 3. \| Magnus Cort Nielsen \| Dania \| EF Pro Cycling \| + 6" \| \| 4. \| Paul Martens \| Niemcy \| Jumbo-Visma \| + 7" \| \| 5. \| Simon Pellaud \| Szwajcaria \| Androni Giocattoli-Sidermec \| + 8" \| \| 6. \| Michael Matthews \| Australia \| Team Sunweb \| + 9" \| \| 7. \| Szymon Sajnok \| Polska \| CCC Team \| + 10" \| \| 8. \| Davide Cimolai \| Włochy \| Israel Start-Up Nation \| + 10" \| \| 9. \| Andrea Vendrame \| Włochy \| AG2R La Mondiale \| + 10" \| \| 10. \| Jonas Rickaert \| Belgia \| Alpecin-Fenix \| + 10" \| |                     |            |                             |            |
| |                     |            |                             |            |
| Źródło: ProCyclingStats |                     |            |                             |            |
| Klasyfikacja generalna |                     |            |                             |            |
| Kolarz | Kolarz              | Państwo    | Drużyna                     | Czas       |
| 1. | Pascal Ackermann    | Niemcy     | Bora-Hansgrohe              | 2h 57' 45" |
| 2. | Fernando Gaviria    | Kolumbia   | UAE Team Emirates           | + 4"       |
| 3. | Magnus Cort Nielsen | Dania      | EF Pro Cycling              | + 6"       |
| 4. | Paul Martens        | Niemcy     | Jumbo-Visma                 | + 7"       |
| 5. | Simon Pellaud       | Szwajcaria | Androni Giocattoli-Sidermec | + 8"       |
| 6. | Michael Matthews    | Australia  | Team Sunweb                 | + 9"       |
| 7. | Szymon Sajnok       | Polska     | CCC Team                    | + 10"      |
| 8. | Davide Cimolai      | Włochy     | Israel Start-Up Nation      | + 10"      |
| 9. | Andrea Vendrame     | Włochy     | AG2R La Mondiale            | + 10"      |
| 10. | Jonas Rickaert      | Belgia     | Alpecin-Fenix               | + 10"      |

### Etap 2
| \| Klasyfikacja etapu \| Klasyfikacja etapu \| Klasyfikacja etapu \| Klasyfikacja etapu \| Klasyfikacja etapu \| \| Kolarz \| Kolarz \| Państwo \| Drużyna \| Czas \| \| ------------------ \| ------------------ \| ------------------ \| --------------------------- \| ------------------ \| \| 1. \| Pascal Ackermann \| Niemcy \| Bora-Hansgrohe \| 5h 01' 53" \| \| 2. \| Fernando Gaviria \| Kolumbia \| UAE Team Emirates \| + 0" \| \| 3. \| Rick Zabel \| Niemcy \| Israel Start-Up Nation \| + 0" \| \| 4. \| Davide Ballerini \| Włochy \| Deceuninck-Quick Step \| + 0" \| \| 5. \| Tim Merlier \| Belgia \| Alpecin-Fenix \| + 0" \| \| 6. \| Davide Cimolai \| Włochy \| Israel Start-Up Nation \| + 0" \| \| 7. \| Lorrenzo Manzin \| Francja \| Total Direct Énergie \| + 0" \| \| 8. \| Luca Pacioni \| Włochy \| Androni Giocattoli-Sidermec \| + 0" \| \| 9. \| Florian Vermeersch \| Belgia \| Lotto-Soudal \| + 0" \| \| 10. \| Mike Teunissen \| Holandia \| Jumbo-Visma \| + 0" \| |                    |          |                             |            |
| |                    |          |                             |            |
| Źródło: ProCyclingStats |                    |          |                             |            |
| Klasyfikacja etapu |                    |          |                             |            |
| Kolarz | Kolarz             | Państwo  | Drużyna                     | Czas       |
| 1. | Pascal Ackermann   | Niemcy   | Bora-Hansgrohe              | 5h 01' 53" |
| 2. | Fernando Gaviria   | Kolumbia | UAE Team Emirates           | + 0"       |
| 3. | Rick Zabel         | Niemcy   | Israel Start-Up Nation      | + 0"       |
| 4. | Davide Ballerini   | Włochy   | Deceuninck-Quick Step       | + 0"       |
| 5. | Tim Merlier        | Belgia   | Alpecin-Fenix               | + 0"       |
| 6. | Davide Cimolai     | Włochy   | Israel Start-Up Nation      | + 0"       |
| 7. | Lorrenzo Manzin    | Francja  | Total Direct Énergie        | + 0"       |
| 8. | Luca Pacioni       | Włochy   | Androni Giocattoli-Sidermec | + 0"       |
| 9. | Florian Vermeersch | Belgia   | Lotto-Soudal                | + 0"       |
| 10. | Mike Teunissen     | Holandia | Jumbo-Visma                 | + 0"       |

| \| Klasyfikacja generalna \| Klasyfikacja generalna \| Klasyfikacja generalna \| Klasyfikacja generalna \| Klasyfikacja generalna \| \| Kolarz \| Kolarz \| Państwo \| Drużyna \| Czas \| \| ---------------------- \| ---------------------- \| ---------------------- \| --------------------------- \| ---------------------- \| \| 1. \| Pascal Ackermann \| Niemcy \| Bora-Hansgrohe \| 7h 59' 28" \| \| 2. \| Fernando Gaviria \| Kolumbia \| UAE Team Emirates \| + 8" \| \| 3. \| Magnus Cort Nielsen \| Dania \| EF Pro Cycling \| + 16" \| \| 4. \| Rick Zabel \| Niemcy \| Israel Start-Up Nation \| + 16" \| \| 5. \| Nicola Bagioli \| Włochy \| Androni Giocattoli-Sidermec \| + 17" \| \| 6. \| Paul Martens \| Niemcy \| Jumbo-Visma \| + 17" \| \| 7. \| Simon Pellaud \| Szwajcaria \| Androni Giocattoli-Sidermec \| + 18" \| \| 8. \| Michael Matthews \| Australia \| Team Sunweb \| + 19" \| \| 9. \| Davide Cimolai \| Włochy \| Israel Start-Up Nation \| + 20" \| \| 10. \| Lorrenzo Manzin \| Francja \| Total Direct Énergie \| + 20" \| |                     |            |                             |            |
| |                     |            |                             |            |
| Źródło: ProCyclingStats |                     |            |                             |            |
| Klasyfikacja generalna |                     |            |                             |            |
| Kolarz | Kolarz              | Państwo    | Drużyna                     | Czas       |
| 1. | Pascal Ackermann    | Niemcy     | Bora-Hansgrohe              | 7h 59' 28" |
| 2. | Fernando Gaviria    | Kolumbia   | UAE Team Emirates           | + 8"       |
| 3. | Magnus Cort Nielsen | Dania      | EF Pro Cycling              | + 16"      |
| 4. | Rick Zabel          | Niemcy     | Israel Start-Up Nation      | + 16"      |
| 5. | Nicola Bagioli      | Włochy     | Androni Giocattoli-Sidermec | + 17"      |
| 6. | Paul Martens        | Niemcy     | Jumbo-Visma                 | + 17"      |
| 7. | Simon Pellaud       | Szwajcaria | Androni Giocattoli-Sidermec | + 18"      |
| 8. | Michael Matthews    | Australia  | Team Sunweb                 | + 19"      |
| 9. | Davide Cimolai      | Włochy     | Israel Start-Up Nation      | + 20"      |
| 10. | Lorrenzo Manzin     | Francja    | Total Direct Énergie        | + 20"      |

### Etap 3
| \| Klasyfikacja etapu \| Klasyfikacja etapu \| Klasyfikacja etapu \| Klasyfikacja etapu \| Klasyfikacja etapu \| \| Kolarz \| Kolarz \| Państwo \| Drużyna \| Czas \| \| ------------------ \| ------------------ \| ------------------ \| --------------------- \| ------------------ \| \| 1. \| Michael Woods \| Kanada \| EF Pro Cycling \| 5h 19' 46" \| \| 2. \| Rafał Majka \| Polska \| Bora-Hansgrohe \| + 1" \| \| 3. \| Wilco Kelderman \| Holandia \| Team Sunweb \| + 20" \| \| 4. \| Patrick Konrad \| Austria \| Bora-Hansgrohe \| + 20" \| \| 5. \| Aleksandr Własow \| Rosja \| Astana \| + 20" \| \| 6. \| Sergio Henao \| Kolumbia \| UAE Team Emirates \| + 20" \| \| 7. \| Tanel Kangert \| Estonia \| EF Pro Cycling \| + 20" \| \| 8. \| Fausto Masnada \| Włochy \| Deceuninck-Quick Step \| + 20" \| \| 9. \| Jakob Fuglsang \| Dania \| Astana \| + 20" \| \| 10. \| Geraint Thomas \| Wielka Brytania \| Ineos Grenadiers \| + 20" \| |                  |                 |                       |            |
| |                  |                 |                       |            |
| Źródło: ProCyclingStats |                  |                 |                       |            |
| Klasyfikacja etapu |                  |                 |                       |            |
| Kolarz | Kolarz           | Państwo         | Drużyna               | Czas       |
| 1. | Michael Woods    | Kanada          | EF Pro Cycling        | 5h 19' 46" |
| 2. | Rafał Majka      | Polska          | Bora-Hansgrohe        | + 1"       |
| 3. | Wilco Kelderman  | Holandia        | Team Sunweb           | + 20"      |
| 4. | Patrick Konrad   | Austria         | Bora-Hansgrohe        | + 20"      |
| 5. | Aleksandr Własow | Rosja           | Astana                | + 20"      |
| 6. | Sergio Henao     | Kolumbia        | UAE Team Emirates     | + 20"      |
| 7. | Tanel Kangert    | Estonia         | EF Pro Cycling        | + 20"      |
| 8. | Fausto Masnada   | Włochy          | Deceuninck-Quick Step | + 20"      |
| 9. | Jakob Fuglsang   | Dania           | Astana                | + 20"      |
| 10. | Geraint Thomas   | Wielka Brytania | Ineos Grenadiers      | + 20"      |

| \| Klasyfikacja generalna \| Klasyfikacja generalna \| Klasyfikacja generalna \| Klasyfikacja generalna \| Klasyfikacja generalna \| \| Kolarz \| Kolarz \| Państwo \| Drużyna \| Czas \| \| ---------------------- \| ---------------------- \| ---------------------- \| ---------------------- \| ---------------------- \| \| 1. \| Michael Woods \| Kanada \| EF Pro Cycling \| 13h 19' 24" \| \| 2. \| Rafał Majka \| Polska \| Bora-Hansgrohe \| + 5" \| \| 3. \| Wilco Kelderman \| Holandia \| Team Sunweb \| + 26" \| \| 4. \| Geraint Thomas \| Wielka Brytania \| Ineos Grenadiers \| + 30" \| \| 5. \| Patrick Konrad \| Austria \| Bora-Hansgrohe \| + 30" \| \| 6. \| Sergio Henao \| Kolumbia \| UAE Team Emirates \| + 30" \| \| 7. \| Fausto Masnada \| Włochy \| Deceuninck-Quick Step \| + 30" \| \| 8. \| Tanel Kangert \| Estonia \| EF Pro Cycling \| + 30" \| \| 9. \| Simon Yates \| Wielka Brytania \| Mitchelton-Scott \| + 30" \| \| 10. \| Aleksandr Własow \| Rosja \| Astana \| + 30" \| |                  |                 |                       |             |
| |                  |                 |                       |             |
| Źródło: ProCyclingStats |                  |                 |                       |             |
| Klasyfikacja generalna |                  |                 |                       |             |
| Kolarz | Kolarz           | Państwo         | Drużyna               | Czas        |
| 1. | Michael Woods    | Kanada          | EF Pro Cycling        | 13h 19' 24" |
| 2. | Rafał Majka      | Polska          | Bora-Hansgrohe        | + 5"        |
| 3. | Wilco Kelderman  | Holandia        | Team Sunweb           | + 26"       |
| 4. | Geraint Thomas   | Wielka Brytania | Ineos Grenadiers      | + 30"       |
| 5. | Patrick Konrad   | Austria         | Bora-Hansgrohe        | + 30"       |
| 6. | Sergio Henao     | Kolumbia        | UAE Team Emirates     | + 30"       |
| 7. | Fausto Masnada   | Włochy          | Deceuninck-Quick Step | + 30"       |
| 8. | Tanel Kangert    | Estonia         | EF Pro Cycling        | + 30"       |
| 9. | Simon Yates      | Wielka Brytania | Mitchelton-Scott      | + 30"       |
| 10. | Aleksandr Własow | Rosja           | Astana                | + 30"       |

### Etap 4
| \| Klasyfikacja etapu \| Klasyfikacja etapu \| Klasyfikacja etapu \| Klasyfikacja etapu \| Klasyfikacja etapu \| \| Kolarz \| Kolarz \| Państwo \| Drużyna \| Czas \| \| ------------------ \| ------------------ \| ------------------ \| --------------------- \| ------------------ \| \| 1. \| Lucas Hamilton \| Australia \| Mitchelton-Scott \| 4h 46' 22" \| \| 2. \| Fausto Masnada \| Włochy \| Deceuninck-Quick Step \| + 0" \| \| 3. \| Michael Woods \| Kanada \| EF Pro Cycling \| + 10" \| \| 4. \| Aleksandr Własow \| Rosja \| Astana \| + 10" \| \| 5. \| Geraint Thomas \| Wielka Brytania \| Ineos Grenadiers \| + 10" \| \| 6. \| Wilco Kelderman \| Holandia \| Team Sunweb \| + 10" \| \| 7. \| Jack Haig \| Australia \| Mitchelton-Scott \| + 10" \| \| 8. \| Rafał Majka \| Polska \| Bora-Hansgrohe \| + 10" \| \| 9. \| James Knox \| Wielka Brytania \| Deceuninck-Quick Step \| + 10" \| \| 10. \| Simon Yates \| Wielka Brytania \| Mitchelton-Scott \| + 10" \| |                  |                 |                       |            |
| |                  |                 |                       |            |
| Źródło: ProCyclingStats |                  |                 |                       |            |
| Klasyfikacja etapu |                  |                 |                       |            |
| Kolarz | Kolarz           | Państwo         | Drużyna               | Czas       |
| 1. | Lucas Hamilton   | Australia       | Mitchelton-Scott      | 4h 46' 22" |
| 2. | Fausto Masnada   | Włochy          | Deceuninck-Quick Step | + 0"       |
| 3. | Michael Woods    | Kanada          | EF Pro Cycling        | + 10"      |
| 4. | Aleksandr Własow | Rosja           | Astana                | + 10"      |
| 5. | Geraint Thomas   | Wielka Brytania | Ineos Grenadiers      | + 10"      |
| 6. | Wilco Kelderman  | Holandia        | Team Sunweb           | + 10"      |
| 7. | Jack Haig        | Australia       | Mitchelton-Scott      | + 10"      |
| 8. | Rafał Majka      | Polska          | Bora-Hansgrohe        | + 10"      |
| 9. | James Knox       | Wielka Brytania | Deceuninck-Quick Step | + 10"      |
| 10. | Simon Yates      | Wielka Brytania | Mitchelton-Scott      | + 10"      |

| \| Klasyfikacja generalna \| Klasyfikacja generalna \| Klasyfikacja generalna \| Klasyfikacja generalna \| Klasyfikacja generalna \| \| Kolarz \| Kolarz \| Państwo \| Drużyna \| Czas \| \| ---------------------- \| ---------------------- \| ---------------------- \| ---------------------- \| ---------------------- \| \| 1. \| Michael Woods \| Kanada \| EF Pro Cycling \| 18h 05' 52" \| \| 2. \| Rafał Majka \| Polska \| Bora-Hansgrohe \| + 9" \| \| 3. \| Fausto Masnada \| Włochy \| Deceuninck-Quick Step \| + 18" \| \| 4. \| Lucas Hamilton \| Australia \| Mitchelton-Scott \| + 27" \| \| 5. \| Wilco Kelderman \| Holandia \| Team Sunweb \| + 30" \| \| 6. \| Geraint Thomas \| Wielka Brytania \| Ineos Grenadiers \| + 34" \| \| 7. \| Simon Yates \| Wielka Brytania \| Mitchelton-Scott \| + 34" \| \| 8. \| Aleksandr Własow \| Rosja \| Astana \| + 34" \| \| 9. \| Jack Haig \| Australia \| Mitchelton-Scott \| + 47" \| \| 10. \| James Knox \| Wielka Brytania \| Deceuninck-Quick Step \| + 47" \| |                  |                 |                       |             |
| |                  |                 |                       |             |
| Źródło: ProCyclingStats |                  |                 |                       |             |
| Klasyfikacja generalna |                  |                 |                       |             |
| Kolarz | Kolarz           | Państwo         | Drużyna               | Czas        |
| 1. | Michael Woods    | Kanada          | EF Pro Cycling        | 18h 05' 52" |
| 2. | Rafał Majka      | Polska          | Bora-Hansgrohe        | + 9"        |
| 3. | Fausto Masnada   | Włochy          | Deceuninck-Quick Step | + 18"       |
| 4. | Lucas Hamilton   | Australia       | Mitchelton-Scott      | + 27"       |
| 5. | Wilco Kelderman  | Holandia        | Team Sunweb           | + 30"       |
| 6. | Geraint Thomas   | Wielka Brytania | Ineos Grenadiers      | + 34"       |
| 7. | Simon Yates      | Wielka Brytania | Mitchelton-Scott      | + 34"       |
| 8. | Aleksandr Własow | Rosja           | Astana                | + 34"       |
| 9. | Jack Haig        | Australia       | Mitchelton-Scott      | + 47"       |
| 10. | James Knox       | Wielka Brytania | Deceuninck-Quick Step | + 47"       |

### Etap 5
| \| Klasyfikacja etapu \| Klasyfikacja etapu \| Klasyfikacja etapu \| Klasyfikacja etapu \| Klasyfikacja etapu \| \| Kolarz \| Kolarz \| Państwo \| Drużyna \| Czas \| \| ------------------ \| ------------------ \| ------------------ \| --------------------- \| ------------------ \| \| 1. \| Simon Yates \| Wielka Brytania \| Mitchelton-Scott \| 5h 30' 43" \| \| 2. \| Geraint Thomas \| Wielka Brytania \| Ineos Grenadiers \| + 35" \| \| 3. \| Rafał Majka \| Polska \| Bora-Hansgrohe \| + 35" \| \| 4. \| Aleksandr Własow \| Rosja \| Astana \| + 39" \| \| 5. \| Wilco Kelderman \| Holandia \| Team Sunweb \| + 54" \| \| 6. \| James Knox \| Wielka Brytania \| Deceuninck-Quick Step \| + 58" \| \| 7. \| Fausto Masnada \| Włochy \| Deceuninck-Quick Step \| + 1' 00" \| \| 8. \| Jai Hindley \| Australia \| Team Sunweb \| + 1' 05" \| \| 9. \| Gianluca Brambilla \| Włochy \| Trek-Segafredo \| + 1' 11" \| \| 10. \| Louis Meintjes \| Południowa Afryka \| NTT Pro Cycling \| + 1' 46" \| |                    |                   |                       |            |
| |                    |                   |                       |            |
| Źródło: ProCyclingStats |                    |                   |                       |            |
| Klasyfikacja etapu |                    |                   |                       |            |
| Kolarz | Kolarz             | Państwo           | Drużyna               | Czas       |
| 1. | Simon Yates        | Wielka Brytania   | Mitchelton-Scott      | 5h 30' 43" |
| 2. | Geraint Thomas     | Wielka Brytania   | Ineos Grenadiers      | + 35"      |
| 3. | Rafał Majka        | Polska            | Bora-Hansgrohe        | + 35"      |
| 4. | Aleksandr Własow   | Rosja             | Astana                | + 39"      |
| 5. | Wilco Kelderman    | Holandia          | Team Sunweb           | + 54"      |
| 6. | James Knox         | Wielka Brytania   | Deceuninck-Quick Step | + 58"      |
| 7. | Fausto Masnada     | Włochy            | Deceuninck-Quick Step | + 1' 00"   |
| 8. | Jai Hindley        | Australia         | Team Sunweb           | + 1' 05"   |
| 9. | Gianluca Brambilla | Włochy            | Trek-Segafredo        | + 1' 11"   |
| 10. | Louis Meintjes     | Południowa Afryka | NTT Pro Cycling       | + 1' 46"   |

| \| Klasyfikacja generalna \| Klasyfikacja generalna \| Klasyfikacja generalna \| Klasyfikacja generalna \| Klasyfikacja generalna \| \| Kolarz \| Kolarz \| Państwo \| Drużyna \| Czas \| \| ---------------------- \| ---------------------- \| ---------------------- \| ---------------------- \| ---------------------- \| \| 1. \| Simon Yates \| Wielka Brytania \| Mitchelton-Scott \| 23h 36' 59" \| \| 2. \| Rafał Majka \| Polska \| Bora-Hansgrohe \| + 16" \| \| 3. \| Geraint Thomas \| Wielka Brytania \| Ineos Grenadiers \| + 39" \| \| 4. \| Aleksandr Własow \| Rosja \| Astana \| + 49" \| \| 5. \| Fausto Masnada \| Włochy \| Deceuninck-Quick Step \| + 54" \| \| 6. \| Wilco Kelderman \| Holandia \| Team Sunweb \| + 1' 00" \| \| 7. \| James Knox \| Wielka Brytania \| Deceuninck-Quick Step \| + 1' 21" \| \| 8. \| Michael Woods \| Kanada \| EF Pro Cycling \| + 1' 22" \| \| 9. \| Gianluca Brambilla \| Włochy \| Trek-Segafredo \| + 2' 28" \| \| 10. \| Jack Haig \| Australia \| Mitchelton-Scott \| + 2' 44" \| |                    |                 |                       |             |
| |                    |                 |                       |             |
| Źródło: ProCyclingStats |                    |                 |                       |             |
| Klasyfikacja generalna |                    |                 |                       |             |
| Kolarz | Kolarz             | Państwo         | Drużyna               | Czas        |
| 1. | Simon Yates        | Wielka Brytania | Mitchelton-Scott      | 23h 36' 59" |
| 2. | Rafał Majka        | Polska          | Bora-Hansgrohe        | + 16"       |
| 3. | Geraint Thomas     | Wielka Brytania | Ineos Grenadiers      | + 39"       |
| 4. | Aleksandr Własow   | Rosja           | Astana                | + 49"       |
| 5. | Fausto Masnada     | Włochy          | Deceuninck-Quick Step | + 54"       |
| 6. | Wilco Kelderman    | Holandia        | Team Sunweb           | + 1' 00"    |
| 7. | James Knox         | Wielka Brytania | Deceuninck-Quick Step | + 1' 21"    |
| 8. | Michael Woods      | Kanada          | EF Pro Cycling        | + 1' 22"    |
| 9. | Gianluca Brambilla | Włochy          | Trek-Segafredo        | + 2' 28"    |
| 10. | Jack Haig          | Australia       | Mitchelton-Scott      | + 2' 44"    |

### Etap 6
| \| Klasyfikacja etapu \| Klasyfikacja etapu \| Klasyfikacja etapu \| Klasyfikacja etapu \| Klasyfikacja etapu \| \| Kolarz \| Kolarz \| Państwo \| Drużyna \| Czas \| \| ------------------ \| ------------------- \| ------------------ \| --------------------- \| ------------------ \| \| 1. \| Tim Merlier \| Belgia \| Alpecin-Fenix \| 3h 59' 30" \| \| 2. \| Pascal Ackermann \| Niemcy \| Bora-Hansgrohe \| + 0" \| \| 3. \| Magnus Cort Nielsen \| Dania \| EF Pro Cycling \| + 0" \| \| 4. \| Fernando Gaviria \| Kolumbia \| UAE Team Emirates \| + 0" \| \| 5. \| Mike Teunissen \| Holandia \| Jumbo-Visma \| + 0" \| \| 6. \| Davide Ballerini \| Włochy \| Deceuninck-Quick Step \| + 0" \| \| 7. \| Lorrenzo Manzin \| Francja \| Total Direct Énergie \| + 0" \| \| 8. \| Piet Allegaert \| Belgia \| Cofidis \| + 0" \| \| 9. \| Iván García Cortina \| Hiszpania \| Bahrain McLaren \| + 0" \| \| 10. \| Alex Aranburu \| Hiszpania \| Astana \| + 0" \| |                     |           |                       |            |
| |                     |           |                       |            |
| Źródło: ProCyclingStats |                     |           |                       |            |
| Klasyfikacja etapu |                     |           |                       |            |
| Kolarz | Kolarz              | Państwo   | Drużyna               | Czas       |
| 1. | Tim Merlier         | Belgia    | Alpecin-Fenix         | 3h 59' 30" |
| 2. | Pascal Ackermann    | Niemcy    | Bora-Hansgrohe        | + 0"       |
| 3. | Magnus Cort Nielsen | Dania     | EF Pro Cycling        | + 0"       |
| 4. | Fernando Gaviria    | Kolumbia  | UAE Team Emirates     | + 0"       |
| 5. | Mike Teunissen      | Holandia  | Jumbo-Visma           | + 0"       |
| 6. | Davide Ballerini    | Włochy    | Deceuninck-Quick Step | + 0"       |
| 7. | Lorrenzo Manzin     | Francja   | Total Direct Énergie  | + 0"       |
| 8. | Piet Allegaert      | Belgia    | Cofidis               | + 0"       |
| 9. | Iván García Cortina | Hiszpania | Bahrain McLaren       | + 0"       |
| 10. | Alex Aranburu       | Hiszpania | Astana                | + 0"       |

| \| Klasyfikacja generalna \| Klasyfikacja generalna \| Klasyfikacja generalna \| Klasyfikacja generalna \| Klasyfikacja generalna \| \| Kolarz \| Kolarz \| Państwo \| Drużyna \| Czas \| \| ---------------------- \| ---------------------- \| ---------------------- \| ---------------------- \| ---------------------- \| \| 1. \| Simon Yates \| Wielka Brytania \| Mitchelton-Scott \| 27h 36' 29" \| \| 2. \| Rafał Majka \| Polska \| Bora-Hansgrohe \| + 16" \| \| 3. \| Geraint Thomas \| Wielka Brytania \| Ineos Grenadiers \| + 39" \| \| 4. \| Aleksandr Własow \| Rosja \| Astana \| + 49" \| \| 5. \| Fausto Masnada \| Włochy \| Deceuninck-Quick Step \| + 54" \| \| 6. \| Wilco Kelderman \| Holandia \| Team Sunweb \| + 1' 00" \| \| 7. \| James Knox \| Wielka Brytania \| Deceuninck-Quick Step \| + 1' 21" \| \| 8. \| Michael Woods \| Kanada \| EF Pro Cycling \| + 1' 22" \| \| 9. \| Gianluca Brambilla \| Włochy \| Trek-Segafredo \| + 2' 28" \| \| 10. \| Jack Haig \| Australia \| Mitchelton-Scott \| + 2' 44" \| |                    |                 |                       |             |
| |                    |                 |                       |             |
| Źródło: ProCyclingStats |                    |                 |                       |             |
| Klasyfikacja generalna |                    |                 |                       |             |
| Kolarz | Kolarz             | Państwo         | Drużyna               | Czas        |
| 1. | Simon Yates        | Wielka Brytania | Mitchelton-Scott      | 27h 36' 29" |
| 2. | Rafał Majka        | Polska          | Bora-Hansgrohe        | + 16"       |
| 3. | Geraint Thomas     | Wielka Brytania | Ineos Grenadiers      | + 39"       |
| 4. | Aleksandr Własow   | Rosja           | Astana                | + 49"       |
| 5. | Fausto Masnada     | Włochy          | Deceuninck-Quick Step | + 54"       |
| 6. | Wilco Kelderman    | Holandia        | Team Sunweb           | + 1' 00"    |
| 7. | James Knox         | Wielka Brytania | Deceuninck-Quick Step | + 1' 21"    |
| 8. | Michael Woods      | Kanada          | EF Pro Cycling        | + 1' 22"    |
| 9. | Gianluca Brambilla | Włochy          | Trek-Segafredo        | + 2' 28"    |
| 10. | Jack Haig          | Australia       | Mitchelton-Scott      | + 2' 44"    |

### Etap 7
| \| Klasyfikacja etapu \| Klasyfikacja etapu \| Klasyfikacja etapu \| Klasyfikacja etapu \| Klasyfikacja etapu \| \| Kolarz \| Kolarz \| Państwo \| Drużyna \| Czas \| \| ------------------ \| -------------------- \| ------------------ \| ------------------ \| ------------------ \| \| 1. \| Mathieu van der Poel \| Holandia \| Alpecin-Fenix \| 4h 19' 23" \| \| 2. \| Ruben Guerreiro \| Portugalia \| EF Pro Cycling \| + 4" \| \| 3. \| Matteo Fabbro \| Włochy \| Bora-Hansgrohe \| + 4" \| \| 4. \| Wilco Kelderman \| Holandia \| Team Sunweb \| + 9" \| \| 5. \| Alex Aranburu \| Hiszpania \| Astana \| + 10" \| \| 6. \| Simon Yates \| Wielka Brytania \| Mitchelton-Scott \| + 10" \| \| 7. \| Michael Woods \| Kanada \| EF Pro Cycling \| + 10" \| \| 8. \| Geraint Thomas \| Wielka Brytania \| Ineos Grenadiers \| + 10" \| \| 9. \| Aleksandr Własow \| Rosja \| Astana \| + 10" \| \| 10. \| Rafał Majka \| Polska \| Bora-Hansgrohe \| + 10" \| |                      |                 |                  |            |
| |                      |                 |                  |            |
| Źródło: ProCyclingStats |                      |                 |                  |            |
| Klasyfikacja etapu |                      |                 |                  |            |
| Kolarz | Kolarz               | Państwo         | Drużyna          | Czas       |
| 1. | Mathieu van der Poel | Holandia        | Alpecin-Fenix    | 4h 19' 23" |
| 2. | Ruben Guerreiro      | Portugalia      | EF Pro Cycling   | + 4"       |
| 3. | Matteo Fabbro        | Włochy          | Bora-Hansgrohe   | + 4"       |
| 4. | Wilco Kelderman      | Holandia        | Team Sunweb      | + 9"       |
| 5. | Alex Aranburu        | Hiszpania       | Astana           | + 10"      |
| 6. | Simon Yates          | Wielka Brytania | Mitchelton-Scott | + 10"      |
| 7. | Michael Woods        | Kanada          | EF Pro Cycling   | + 10"      |
| 8. | Geraint Thomas       | Wielka Brytania | Ineos Grenadiers | + 10"      |
| 9. | Aleksandr Własow     | Rosja           | Astana           | + 10"      |
| 10. | Rafał Majka          | Polska          | Bora-Hansgrohe   | + 10"      |

| \| Klasyfikacja generalna \| Klasyfikacja generalna \| Klasyfikacja generalna \| Klasyfikacja generalna \| Klasyfikacja generalna \| \| Kolarz \| Kolarz \| Państwo \| Drużyna \| Czas \| \| ---------------------- \| ---------------------- \| ---------------------- \| ---------------------- \| ---------------------- \| \| 1. \| Simon Yates \| Wielka Brytania \| Mitchelton-Scott \| 31h 56' 02" \| \| 2. \| Rafał Majka \| Polska \| Bora-Hansgrohe \| + 16" \| \| 3. \| Geraint Thomas \| Wielka Brytania \| Ineos Grenadiers \| + 39" \| \| 4. \| Aleksandr Własow \| Rosja \| Astana \| + 49" \| \| 5. \| Fausto Masnada \| Włochy \| Deceuninck-Quick Step \| + 57" \| \| 6. \| Wilco Kelderman \| Holandia \| Team Sunweb \| + 59" \| \| 7. \| Michael Woods \| Kanada \| EF Pro Cycling \| + 1' 22" \| \| 8. \| James Knox \| Wielka Brytania \| Deceuninck-Quick Step \| + 1' 26" \| \| 9. \| Gianluca Brambilla \| Włochy \| Trek-Segafredo \| + 2' 33" \| \| 10. \| Jack Haig \| Australia \| Mitchelton-Scott \| + 2' 47" \| |                    |                 |                       |             |
| |                    |                 |                       |             |
| Źródło: ProCyclingStats |                    |                 |                       |             |
| Klasyfikacja generalna |                    |                 |                       |             |
| Kolarz | Kolarz             | Państwo         | Drużyna               | Czas        |
| 1. | Simon Yates        | Wielka Brytania | Mitchelton-Scott      | 31h 56' 02" |
| 2. | Rafał Majka        | Polska          | Bora-Hansgrohe        | + 16"       |
| 3. | Geraint Thomas     | Wielka Brytania | Ineos Grenadiers      | + 39"       |
| 4. | Aleksandr Własow   | Rosja           | Astana                | + 49"       |
| 5. | Fausto Masnada     | Włochy          | Deceuninck-Quick Step | + 57"       |
| 6. | Wilco Kelderman    | Holandia        | Team Sunweb           | + 59"       |
| 7. | Michael Woods      | Kanada          | EF Pro Cycling        | + 1' 22"    |
| 8. | James Knox         | Wielka Brytania | Deceuninck-Quick Step | + 1' 26"    |
| 9. | Gianluca Brambilla | Włochy          | Trek-Segafredo        | + 2' 33"    |
| 10. | Jack Haig          | Australia       | Mitchelton-Scott      | + 2' 47"    |

### Etap 8
| \| Klasyfikacja etapu \| Klasyfikacja etapu \| Klasyfikacja etapu \| Klasyfikacja etapu \| Klasyfikacja etapu \| \| Kolarz \| Kolarz \| Państwo \| Drużyna \| Czas \| \| ------------------ \| -------------------- \| ------------------ \| ------------------ \| ------------------ \| \| 1. \| Filippo Ganna \| Włochy \| Ineos Grenadiers \| 10' 42" \| \| 2. \| Victor Campenaerts \| Belgia \| NTT Pro Cycling \| + 18" \| \| 3. \| Rohan Dennis \| Australia \| Ineos Grenadiers \| + 26" \| \| 4. \| Geraint Thomas \| Wielka Brytania \| Ineos Grenadiers \| + 28" \| \| 5. \| Tobias Ludvigsson \| Szwecja \| Groupama-FDJ \| + 33" \| \| 6. \| Benjamin Thomas \| Francja \| Groupama-FDJ \| + 34" \| \| 7. \| Jos van Emden \| Holandia \| Jumbo-Visma \| + 39" \| \| 8. \| Nathan Van Hooydonck \| Belgia \| CCC Team \| + 40" \| \| 9. \| Jan Tratnik \| Słowenia \| Bahrain McLaren \| + 40" \| \| 10. \| Michael Matthews \| Australia \| Team Sunweb \| + 42" \| |                      |                 |                  |         |
| |                      |                 |                  |         |
| Źródło: ProCyclingStats |                      |                 |                  |         |
| Klasyfikacja etapu |                      |                 |                  |         |
| Kolarz | Kolarz               | Państwo         | Drużyna          | Czas    |
| 1. | Filippo Ganna        | Włochy          | Ineos Grenadiers | 10' 42" |
| 2. | Victor Campenaerts   | Belgia          | NTT Pro Cycling  | + 18"   |
| 3. | Rohan Dennis         | Australia       | Ineos Grenadiers | + 26"   |
| 4. | Geraint Thomas       | Wielka Brytania | Ineos Grenadiers | + 28"   |
| 5. | Tobias Ludvigsson    | Szwecja         | Groupama-FDJ     | + 33"   |
| 6. | Benjamin Thomas      | Francja         | Groupama-FDJ     | + 34"   |
| 7. | Jos van Emden        | Holandia        | Jumbo-Visma      | + 39"   |
| 8. | Nathan Van Hooydonck | Belgia          | CCC Team         | + 40"   |
| 9. | Jan Tratnik          | Słowenia        | Bahrain McLaren  | + 40"   |
| 10. | Michael Matthews     | Australia       | Team Sunweb      | + 42"   |

## Klasyfikacje

### Klasyfikacja generalna
| \| Klasyfikacja generalna \| Klasyfikacja generalna \| Klasyfikacja generalna \| Klasyfikacja generalna \| Klasyfikacja generalna \| \| Kolarz \| Kolarz \| Państwo \| Drużyna \| Czas \| \| ---------------------- \| ---------------------- \| ---------------------- \| ---------------------- \| ---------------------- \| \| 1. \| Simon Yates \| Wielka Brytania \| Mitchelton-Scott \| 32h 07' 34" \| \| 2. \| Geraint Thomas \| Wielka Brytania \| Ineos Grenadiers \| + 17" \| \| 3. \| Rafał Majka \| Polska \| Bora-Hansgrohe \| + 29" \| \| 4. \| Wilco Kelderman \| Holandia \| Team Sunweb \| + 56" \| \| 5. \| Aleksandr Własow \| Rosja \| Astana \| + 58" \| \| 6. \| Fausto Masnada \| Włochy \| Deceuninck-Quick Step \| + 1' 18" \| \| 7. \| James Knox \| Wielka Brytania \| Deceuninck-Quick Step \| + 1' 41" \| \| 8. \| Michael Woods \| Kanada \| EF Pro Cycling \| + 2' 12" \| \| 9. \| Gianluca Brambilla \| Włochy \| Trek-Segafredo \| + 3' 02" \| \| 10. \| Jack Haig \| Australia \| Mitchelton-Scott \| + 3' 10" \| |                    |                 |                       |             |
| |                    |                 |                       |             |
| Źródło: ProCyclingStats |                    |                 |                       |             |
| Klasyfikacja generalna |                    |                 |                       |             |
| Kolarz | Kolarz             | Państwo         | Drużyna               | Czas        |
| 1. | Simon Yates        | Wielka Brytania | Mitchelton-Scott      | 32h 07' 34" |
| 2. | Geraint Thomas     | Wielka Brytania | Ineos Grenadiers      | + 17"       |
| 3. | Rafał Majka        | Polska          | Bora-Hansgrohe        | + 29"       |
| 4. | Wilco Kelderman    | Holandia        | Team Sunweb           | + 56"       |
| 5. | Aleksandr Własow   | Rosja           | Astana                | + 58"       |
| 6. | Fausto Masnada     | Włochy          | Deceuninck-Quick Step | + 1' 18"    |
| 7. | James Knox         | Wielka Brytania | Deceuninck-Quick Step | + 1' 41"    |
| 8. | Michael Woods      | Kanada          | EF Pro Cycling        | + 2' 12"    |
| 9. | Gianluca Brambilla | Włochy          | Trek-Segafredo        | + 3' 02"    |
| 10. | Jack Haig          | Australia       | Mitchelton-Scott      | + 3' 10"    |

| Klasyfikacja punktowa | Klasyfikacja punktowa | Klasyfikacja punktowa | Klasyfikacja punktowa | Klasyfikacja punktowa |
| Kolarz                | Kolarz                | Państwo               | Drużyna               | Punkty                |
| --------------------- | --------------------- | --------------------- | --------------------- | --------------------- |
| 1.                    | Pascal Ackermann      | Niemcy                | Bora-Hansgrohe        | 34 pkt                |
| 2.                    | Geraint Thomas        | Wielka Brytania       | Ineos Grenadiers      | 27 pkt                |
| 3.                    | Fernando Gaviria      | Kolumbia              | UAE Team Emirates     | 27 pkt                |
| 4.                    | Wilco Kelderman       | Holandia              | Team Sunweb           | 26 pkt                |
| 5.                    | Michael Woods         | Kanada                | EF Pro Cycling        | 24 pkt                |
| 6.                    | Rafał Majka           | Polska                | Bora-Hansgrohe        | 22 pkt                |
| 7.                    | Aleksandr Własow      | Rosja                 | Astana                | 22 pkt                |
| 8.                    | Simon Yates           | Wielka Brytania       | Mitchelton-Scott      | 18 pkt                |
| 9.                    | Tim Merlier           | Belgia                | Alpecin-Fenix         | 18 pkt                |
| 10.                   | Fausto Masnada        | Włochy                | Deceuninck-Quick Step | 17 pkt                |

| Klasyfikacja punktowa | Klasyfikacja punktowa | Klasyfikacja punktowa | Klasyfikacja punktowa | Klasyfikacja punktowa |
| Kolarz                | Kolarz                | Państwo               | Drużyna               | Punkty                |
| --------------------- | --------------------- | --------------------- | --------------------- | --------------------- |
| 1.                    | Pascal Ackermann      | Niemcy                | Bora-Hansgrohe        | 34 pkt                |
| 2.                    | Geraint Thomas        | Wielka Brytania       | Ineos Grenadiers      | 27 pkt                |
| 3.                    | Fernando Gaviria      | Kolumbia              | UAE Team Emirates     | 27 pkt                |
| 4.                    | Wilco Kelderman       | Holandia              | Team Sunweb           | 26 pkt                |
| 5.                    | Michael Woods         | Kanada                | EF Pro Cycling        | 24 pkt                |
| 6.                    | Rafał Majka           | Polska                | Bora-Hansgrohe        | 22 pkt                |
| 7.                    | Aleksandr Własow      | Rosja                 | Astana                | 22 pkt                |
| 8.                    | Simon Yates           | Wielka Brytania       | Mitchelton-Scott      | 18 pkt                |
| 9.                    | Tim Merlier           | Belgia                | Alpecin-Fenix         | 18 pkt                |
| 10.                   | Fausto Masnada        | Włochy                | Deceuninck-Quick Step | 17 pkt                |

| Klasyfikacja górska | Klasyfikacja górska | Klasyfikacja górska | Klasyfikacja górska | Klasyfikacja górska |
| Kolarz              | Kolarz              | Państwo             | Drużyna             | Punkty              |
| ------------------- | ------------------- | ------------------- | ------------------- | ------------------- |
| 1.                  | Héctor Carretero    | Hiszpania           | Movistar Team       | 31 pkt              |
| 2.                  | Simon Yates         | Wielka Brytania     | Mitchelton-Scott    | 25 pkt              |
| 3.                  | Michael Woods       | Kanada              | EF Pro Cycling      | 20 pkt              |
| 4.                  | Michael Matthews    | Australia           | Team Sunweb         | 15 pkt              |
| 5.                  | Aleksandr Własow    | Rosja               | Astana              | 15 pkt              |
| 6.                  | Mathias Frank       | Szwajcaria          | AG2R La Mondiale    | 14 pkt              |
| 7.                  | Carl Fredrik Hagen  | Norwegia            | Lotto-Soudal        | 13 pkt              |
| 8.                  | Geraint Thomas      | Wielka Brytania     | Ineos Grenadiers    | 13 pkt              |
| 9.                  | Rafał Majka         | Polska              | Bora-Hansgrohe      | 12 pkt              |
| 10.                 | Dries De Bondt      | Belgia              | Alpecin-Fenix       | 11 pkt              |

| Klasyfikacja górska | Klasyfikacja górska | Klasyfikacja górska | Klasyfikacja górska | Klasyfikacja górska |
| Kolarz              | Kolarz              | Państwo             | Drużyna             | Punkty              |
| ------------------- | ------------------- | ------------------- | ------------------- | ------------------- |
| 1.                  | Héctor Carretero    | Hiszpania           | Movistar Team       | 31 pkt              |
| 2.                  | Simon Yates         | Wielka Brytania     | Mitchelton-Scott    | 25 pkt              |
| 3.                  | Michael Woods       | Kanada              | EF Pro Cycling      | 20 pkt              |
| 4.                  | Michael Matthews    | Australia           | Team Sunweb         | 15 pkt              |
| 5.                  | Aleksandr Własow    | Rosja               | Astana              | 15 pkt              |
| 6.                  | Mathias Frank       | Szwajcaria          | AG2R La Mondiale    | 14 pkt              |
| 7.                  | Carl Fredrik Hagen  | Norwegia            | Lotto-Soudal        | 13 pkt              |
| 8.                  | Geraint Thomas      | Wielka Brytania     | Ineos Grenadiers    | 13 pkt              |
| 9.                  | Rafał Majka         | Polska              | Bora-Hansgrohe      | 12 pkt              |
| 10.                 | Dries De Bondt      | Belgia              | Alpecin-Fenix       | 11 pkt              |

| Klasyfikacja młodzieżowa | Klasyfikacja młodzieżowa | Klasyfikacja młodzieżowa | Klasyfikacja młodzieżowa | Klasyfikacja młodzieżowa |
| Kolarz                   | Kolarz                   | Państwo                  | Drużyna                  | Czas                     |
| ------------------------ | ------------------------ | ------------------------ | ------------------------ | ------------------------ |
| 1.                       | Aleksandr Własow         | Rosja                    | Astana                   | 32h 08' 32"              |
| 2.                       | James Knox               | Wielka Brytania          | Deceuninck-Quick Step    | + 43"                    |
| 3.                       | Sam Oomen                | Holandia                 | Team Sunweb              | + 2' 13"                 |
| 4.                       | Jai Hindley              | Australia                | Team Sunweb              | + 2' 47"                 |
| 5.                       | Dienis Niekrasow         | Rosja                    | Gazprom-RusVelo          | + 7' 30"                 |
| 6.                       | Jaakko Hänninen          | Finlandia                | AG2R La Mondiale         | + 8' 22"                 |
| 7.                       | Matteo Fabbro            | Włochy                   | Bora-Hansgrohe           | + 13' 33"                |
| 8.                       | Tao Geoghegan Hart       | Wielka Brytania          | Ineos Grenadiers         | + 13' 33"                |
| 9.                       | Óscar Rodríguez          | Hiszpania                | Astana                   | + 13' 43"                |
| 10.                      | Lucas Hamilton           | Australia                | Mitchelton-Scott         | + 14' 22"                |

| Klasyfikacja młodzieżowa | Klasyfikacja młodzieżowa | Klasyfikacja młodzieżowa | Klasyfikacja młodzieżowa | Klasyfikacja młodzieżowa |
| Kolarz                   | Kolarz                   | Państwo                  | Drużyna                  | Czas                     |
| ------------------------ | ------------------------ | ------------------------ | ------------------------ | ------------------------ |
| 1.                       | Aleksandr Własow         | Rosja                    | Astana                   | 32h 08' 32"              |
| 2.                       | James Knox               | Wielka Brytania          | Deceuninck-Quick Step    | + 43"                    |
| 3.                       | Sam Oomen                | Holandia                 | Team Sunweb              | + 2' 13"                 |
| 4.                       | Jai Hindley              | Australia                | Team Sunweb              | + 2' 47"                 |
| 5.                       | Dienis Niekrasow         | Rosja                    | Gazprom-RusVelo          | + 7' 30"                 |
| 6.                       | Jaakko Hänninen          | Finlandia                | AG2R La Mondiale         | + 8' 22"                 |
| 7.                       | Matteo Fabbro            | Włochy                   | Bora-Hansgrohe           | + 13' 33"                |
| 8.                       | Tao Geoghegan Hart       | Wielka Brytania          | Ineos Grenadiers         | + 13' 33"                |
| 9.                       | Óscar Rodríguez          | Hiszpania                | Astana                   | + 13' 43"                |
| 10.                      | Lucas Hamilton           | Australia                | Mitchelton-Scott         | + 14' 22"                |

| Klasyfikacja drużynowa | Klasyfikacja drużynowa | Klasyfikacja drużynowa | Klasyfikacja drużynowa |
| Drużyna                | Drużyna                | Państwo                | Czas                   |
| ---------------------- | ---------------------- | ---------------------- | ---------------------- |
| 1.                     | Team Sunweb            | Niemcy                 | 96h 29' 59"            |
| 2.                     | Astana                 | Kazachstan             | + 46"                  |
| 3.                     | EF Pro Cycling         | Stany Zjednoczone      | + 8' 44"               |
| 4.                     | Mitchelton-Scott       | Australia              | + 10' 44"              |
| 5.                     | AG2R La Mondiale       | Francja                | + 16' 15"              |
| 6.                     | Bora-Hansgrohe         | Niemcy                 | + 21' 55"              |
| 7.                     | Trek-Segafredo         | Stany Zjednoczone      | + 23' 29"              |
| 8.                     | CCC Team               | Polska                 | + 27' 15"              |
| 9.                     | Groupama-FDJ           | Francja                | + 29' 06"              |
| 10.                    | Ineos Grenadiers       | Wielka Brytania        | + 33' 50"              |

| Klasyfikacja drużynowa | Klasyfikacja drużynowa | Klasyfikacja drużynowa | Klasyfikacja drużynowa |
| Drużyna                | Drużyna                | Państwo                | Czas                   |
| ---------------------- | ---------------------- | ---------------------- | ---------------------- |
| 1.                     | Team Sunweb            | Niemcy                 | 96h 29' 59"            |
| 2.                     | Astana                 | Kazachstan             | + 46"                  |
| 3.                     | EF Pro Cycling         | Stany Zjednoczone      | + 8' 44"               |
| 4.                     | Mitchelton-Scott       | Australia              | + 10' 44"              |
| 5.                     | AG2R La Mondiale       | Francja                | + 16' 15"              |
| 6.                     | Bora-Hansgrohe         | Niemcy                 | + 21' 55"              |
| 7.                     | Trek-Segafredo         | Stany Zjednoczone      | + 23' 29"              |
| 8.                     | CCC Team               | Polska                 | + 27' 15"              |
| 9.                     | Groupama-FDJ           | Francja                | + 29' 06"              |
| 10.                    | Ineos Grenadiers       | Wielka Brytania        | + 33' 50"              |